# Coșbuc (gmina)
Coșbuc – gmina w Rumunii, w okręgu Bistrița-Năsăud. Obejmuje tylko jedną miejscowość Coșbuc. W 2011 roku liczyła 1524 mieszkańców.